# La Sonora Carruseles
La Sonora Carruseles sind eine kolumbianische Salsa-Band, die 1995 in Medellín (Kolumbien) gegründet wurde.
Sie spielen sehr schnelle Tanzmusik, Salsa Dura, aber auch dem Salsa ähnliche Stile wie den Boogaloo, der eine Fusion aus Soul und Salsa darstellt. Ihre Musik ist inspiriert durch die frühen Salsa-Bands der 1970er Jahre.
Ihren Durchbruch feierten sie 1998 mit ihrem von Kritikern hochgelobten zweiten Album „Heavy Salsa“, das ihre Hits „Micaela“, „Ave Maria Lola“ und „Al son de los cueros“ enthält.
Kritisiert werden sie mitunter für ihren gar zu glatten kommerziellen Sound und ihre vielen Coverversionen.
Die Band wurde gegründet durch Mario Rincón Pachanga. Der Bandname Carruseles ist eine Hommage als Zitat eines Musiktitels der Band „Sexteto Miramar“.
Das Plattenlabel ist das lateinamerikanische Label „Discos Fuentes“.

## Diskografie (Auswahl)
- 1996 – Espectacular
- 1998 – Heavy Salsa
- 1999 – Salsa y fuego
- 2000 – Salsa Brava/Con todos los hierros
- 2002 – De una vez gozando
- 2003 – La salsa la traigo yo
- 2003 – Cooking the salsa (Best of)
- 2004 – Que no pare la rumba
- 2004 – De Colombia para el mundo